# Strujići (Trebinje)
Pour les articles homonymes, voir Strujići.
Strujići (en serbe cyrillique : Струјићи) est un village de Bosnie-Herzégovine. Il est situé sur le territoire de la ville de Trebinje et dans la république serbe de Bosnie. Selon les premiers résultats du recensement bosnien de 2013, il compte 13 habitants.
Avant la guerre de Bosnie-Herzégovine, le village faisait entièrement partie de la municipalité de Trebinje ; après la guerre, son territoire a été partiellement rattaché à la municipalité de Ravno, nouvellement recréée et intégrée à la fédération de Bosnie-et-Herzégovine.

## Géographie
Strujići sur trouve sur la route Mostar-Trebinje, à environ 30 km de Trebinje, sur le bord oriental du poljé de Popovo, une plaine karstique située à l'est de l'Herzégovine. Il est situé au bord de la Trebišnjica, un cours d'eau qui débouche pour une part dans la mer Adriatique et se jette pour une autre part dans la Neretva.
Il est entouré par les localités suivantes :
|                              | Kotezi Prhinje |    |
| Municipalité de Ravno (FBiH) | Strujići       | Do |
|                              | Veličani       |    |

## Histoire
L'église Sainte-Barbe, dont l'origine remonte au XVIIe siècle et reconstruite en 1883, est inscrite sur la liste des monuments nationaux de Bosnie-Herzégovine ; le cimetière dans lequel l'église est bâtie abrite 8 stećci, un type particulier de tombes médiévales, et 15 stèles cruciformes, l'ensemble étant également classé.
Sur le territoire du village, des tumuli préhistoriques sont également inscrits sur la liste provisoire de ces monuments nationaux.

## Démographie

### Évolution historique de la population dans la localité
| 1948 | 1953 | 1961 | 1971 | 1981 | 1991 | 2013 |
| ---- | ---- | ---- | ---- | ---- | ---- | ---- |
| -    | -    | 132  | 102  | 111  | 50   | 13   |

|  |

### Répartition de la population par nationalités (1991)
En 1991, les 50 habitants du village étaient tous serbes.